# Abraham Zvi Idelsohn

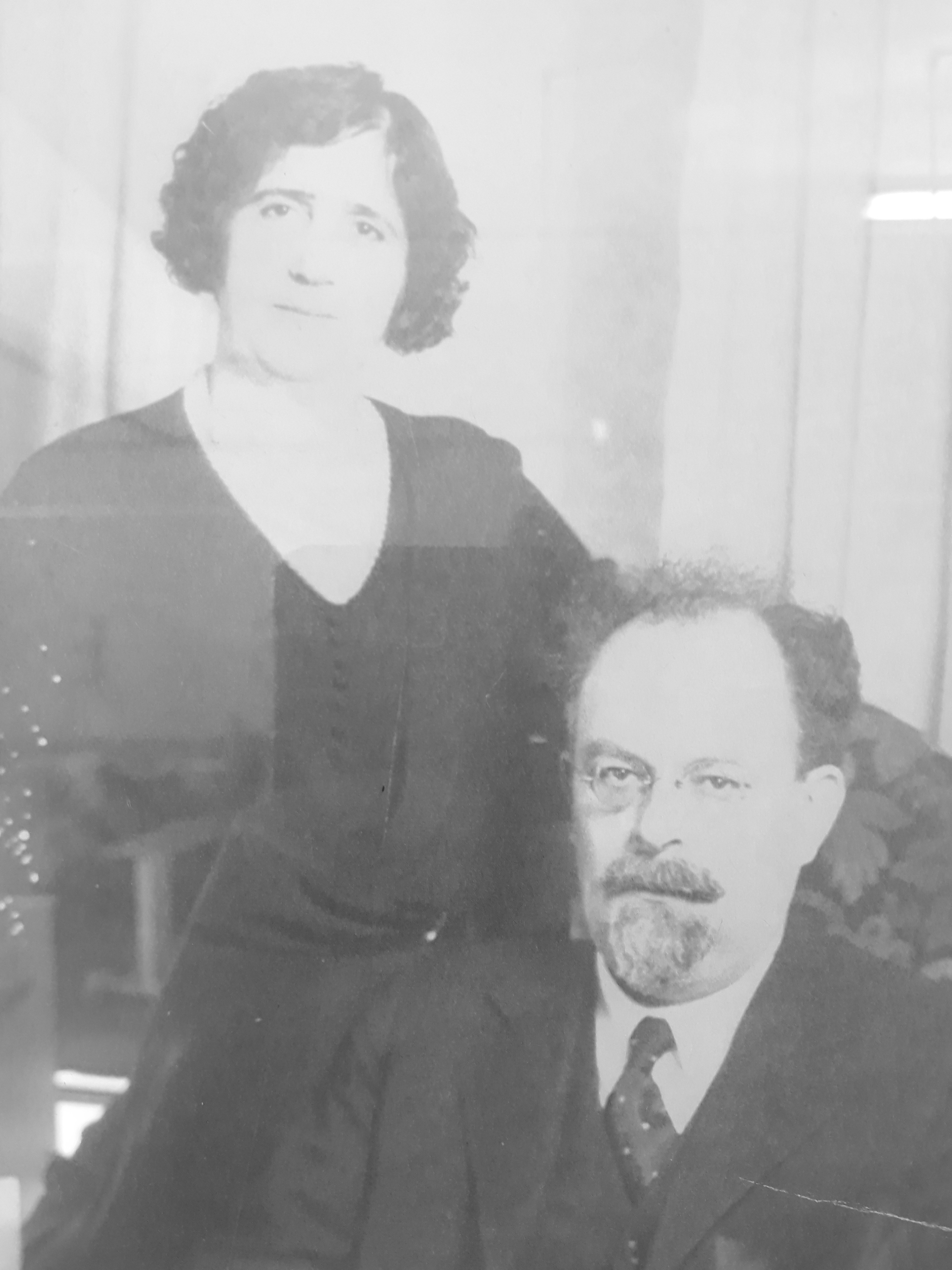
Abraham Idelsohn mit seiner Frau Tzilla, ca. 1935

Abraham Zvi Idelsohn (geboren 11. Juni 1882 in Felixberg (lettisch: Gemeinde Jūrkalne), Bezirk Ventspils, Russisches Kaiserreich; gestorben 14. August 1938 in Johannesburg) war ein jüdischer Musikforscher und Chasan.

## Leben
Abraham Zvi Idelsohn wurde als Sohn eines Schochets und Chasans in einem lettischen Fischerdorf geboren und wurde schon früh in die Gesänge der Synagoge und die jüdischen Volkslieder eingeführt. Nach einer Ausbildung als Chasan bei Abraham Mordechai Rabinowitz in Libau und einem Musikstudium in Königsberg, London, Berlin und Leipzig amtierte er 1903 als Chasan in Regensburg und 1905 in derselben Funktion im südafrikanischen Johannesburg.
1906 wanderte er nach Jerusalem aus, wo er sich als Musiklehrer und Chasan speziell dem Studium der orientalischen Musik widmete und 1910 ein Institut für jüdische Musik gründete. Mit Hilfe eines Stipendiums der Wiener Akademie nahm Idelsohn von 1906 bis 1921 Gesänge orientalischer Juden in Jerusalem auf Schallplatten auf und transkribierte sie. Diese Transkriptionen füllen fünf Bände seines zehnbändigen Hauptwerks Hebräisch-orientalischer Melodienschatz. Der erste Band erschien 1914 und war der jemenitischen jüdischen Tradition gewidmet; der letzte Band erschien 1932. Während des Ersten Weltkrieges war Idelsohn als Militärkapellmeister der Osmanischen Armee in Gaza stationiert. 1919 kehrte er nach Jerusalem zurück, hielt im Sommer 1921 Vorträge in Berlin und Leipzig und ab 1922 in den USA, wo er 1924 am Hebrew Union College in Cincinnati die erste Professur für Jüdische Musik erhielt. Seit 1930 litt er unter gesundheitlichen Schwierigkeiten und war ab 1934 nicht mehr in der Lage zu arbeiten. 1937 reiste er zu seiner Familie nach Johannesburg, wo er im Jahr darauf starb.

## Werk
Die herausragende Leistung von Idelsohn liegt in seiner Entdeckung der orientalischen jüdischen Gemeinden mit ihrer traditionsreichen musikalischen Kultur sowie in der Erweiterung des Allgemeinwissens über jüdische Musik von der aschkenasischen auf die sefardischen und nahöstlichen Traditionen. Seine über 1000 Feldaufnahmen sind von unschätzbarem Wert, da die Bedingungen der kulturellen Isolation, unter denen sie entstanden, heute nicht mehr gegeben sind. Er war einer der ersten Musikethnologen, welche den mündlichen Überlieferungen für Forschungszwecke dasselbe Gewicht wie den schriftlichen Überlieferungen beimaßen. Neben seinen musikalisch-liturgischen Studien erforschte er auch orientalische Sprachen und Poesie sowie die arabischen Maqam-Techniken. Er unternahm Vergleiche zwischen der althebräischen und der frühen christlichen Liturgie, d. h. sowohl Gregorianischer Choral als auch byzantinische und jakobitische Gesänge.
Idelsohn war auch als Komponist tätig und hat eine chassidische Melodie zum berühmten Volkslied Hava Nagila verarbeitet und mit Worten versehen.
Idelsohn gab auch ein deutsch-jüdisches Liederbuch heraus, das für den Musikunterricht in Deutschland und in der Diaspora konzipiert war. Es umfasst 45 deutsche und 100 hebräische Lieder. 2019 wurde es zufällig im Musikarchiv der Israelischen Nationalbibliothek in Jerusalem wiederentdeckt und 2022 neu aufgelegt.

## Schriften
- Liederbuch. Sammlung hebräischer und deutscher Lieder für Kindergärten, Volks- und höhere Schulen (= Schulbücher des Hilfsvereins der deutschen Juden, Berlin, Bd. I). Hilfsverein der deutschen Juden, Berlin und Jerusalem 1912 (Digitalisat).
- Hebräisch-Orientalischer Melodienschatz, 10 Bände, Berlin und Leipzig 1914–1932.
- Der jüdische Volksgesang im Lichte der orientalischen Musik. Teil I. In: Ost und West. Illustrierte Monatsschrift für das gesamte Judentum. Bd. 16 (1916), Nr. 6–7, Juni–Juli 1916, Sp. 253–258 (Digitalisat).
- Geschichte der jüdischen Musik (hebräisch), 2 Bände, Jerusalem 1924–1928
- Jewish Music. Its Historical Development, New York 1929, 2. Aufl. 1944
- Manual of Musical Illustrations of Lectures on Jewish Music and Liturgy, Cincinnati 1926
- Chassidic Music from an Ethnomusicological Perspective: Essence and principles of Chassidism. In: nigun.info. (englisch).